# Гарен, Морис
Морис-Франсуа Гарен (фр. Maurice-François Garin; 4 марта 1871, Арвье — 19 февраля 1957) — французский велогонщик, первый победитель многодневной велогонки Тур-де-Франс.
Родился в семье крестьянина из коммуны Арвье расположенной в окрестностях города Аоста, расположенного на северо-западе Италии. Мать Мориса — Мария Тереса Озелло до замужества работала в единственном отеле деревни.
В 14 лет Морис Гарен сбежал из дома для работы трубочистом. Через некоторое время он осел в Реймсе, Франция. В этом городе начался путь в велосипедный спорт.
После он переезжает в Бельгию. Там он приобрёл первый велосипед, стоимость которого составляла его месячную заработную плату. Покупка велосипеда не преследовала целью участие в соревнованиях — он просто любил ездить на велосипеде, причём с большой скоростью.
В 1892 году Мориса Гарена убеждают записаться для участия в велогонке на 200 км. Это первое участие в гонке приносит результат — пятое место. После этого успеха Гарен тренируется ежедневно.
В феврале 1895 года известный журналист Анри Дегранж организовал 24-часовую велогонку «по следу» на Марсовом поле. Гонка представляла собой езду за тренером на двухместном велосипеде (тандеме). Во время гонки гонщики останавливались для питания. За 24 часа Гарен преодолел 701 км.
Накопив небольшой капитал, Гарен открывает магазин по продаже велосипедов.
В июле 1903 года Морис Гарен принял участие в первой велогонке Тур-де-Франс. Гонка состояла из 6 этапов общей продолжительностью 19 дней.
19 июля 1903 года Морис Гарен принял поздравления с победой в велогонке Тур-де-Франс. Призовые составили 3000 франков.
В следующих, 1904 года, соревнованиях Тур-Де-Франс Морис Гарен был дисквалифицирован.
Морис Гарен содержал собственный гараж.
После Первой мировой войны он создал велосипедную команду и её гонщики неоднократно участвовали в Тур-де-Франс.
Родной дом Гарена в Арвье был разрушен в 1944 году во время карательной операции немецкой оккупационной армии. После войны его слава как победителя Тур-де-Франс способствовала росту популярности велоспорта в Аосте и всей Северной Италии.